# Giro d’Italia 2025/7. Etappe
Die 7. Etappe des Giro d’Italia 2025 fand am 16. Mai 2025 statt. Sie endete mit der ersten Bergankunft der 108. Austragung des italienischen Etappenrennens. Die Strecke führt von Castel di Sangro über 168 Kilometer nach Marsia, wo sich der Zielstrich auf einer Höhe von 1425 Metern befindet. Nach der Etappe hatten die Fahrer insgesamt 1068,7 Kilometer zurückgelegt, was 31,04 % der Gesamtdistanz entspricht. Die Organisatoren der Rundfahrt bewerteten die Schwierigkeit der Etappe mit vier von fünf Sternen.
Den Tagessieg sicherte sich der Spanier Juan Ayuso (UAE Team Emirates-XRG) nach einem Angriff auf den letzten 400 Metern. Dahinter belegten sein Teamkollege Isaac Del Toro und Egan Bernal (Ineos Grenadiers) mit einem Rückstand von vier Sekunden die weiteren Plätze. Primož Roglič (Red Bull-Bora-hansgrohe) übernahm das Rosa Trikot von Mads Pedersen (Lidl-Trek).

## Streckenverlauf
Der neutralisierte Start erfolgte in Castel di Sangro vor dem Palazzetto dello Sport. Die ersten Kilometer führen durch das Zentrum des Startorts, ehe das Rennen nach 2,4 Kilometern auf der SP119 freigegeben wird.
Unmittelbar nach dem offiziellen Start beginnt die Straße zu steigen und führt nach Roccaraso (1238 m), wo bei Kilometer 7,4 eine Bergwertung der 3. Kategorie abgenommen wurde. Auf einem rund zehn Kilometer langen Plateau ging es im Anschluss auf den Valico della Forchetta, ehe die Fahrer links abbogen und eine kurze Gegensteigung absolvierten. Im Anschluss folgte eine lange Abfahrt nach Sulmona, wo nach 49,9 Kilometern der erste Zwischensprint erfolgte. Von dort ging es über Pratola Peligna nach Raiano, ehe mit dem Monte Urano (846 m) ein Anstieg der 2. Kategorie in Angriff genommen wurde. Die Bergwertung wurde dabei nach 70 Kilometern kurz vor Goriano Sicoli abgenommen. Kurz nach Castel di Ieri beginnt die Straße erneut zu steigen und führt vorbei am Rifugio Forestale Sirente zu der Bergwertung Vado della Forcella (1395 m), die kurz vor Rocca di Mezzo bei Kilometer 104,9 erreicht wurde. Der 21,6 Kilometer lange Anstieg der 2. Kategorie weist dabei eine durchschnittliche Steigung von nur 3,6 % auf. Im Anschluss ging es flach nach Ovindoli, wo bei Kilometer 115,5 der zweite Zwischensprint ausgefahren wurde. Danach folgten eine Abfahrt und die Gegensteigung des Valico Fonte Capo La Maina, die nach Forme führten. Von Magliano de’ Marsi nach Tagliacozzo verläuft die Straße flach, bevor nach 155,2 Kilometern der Red Bull-Kilometer erreicht wurde und der Schlussanstieg in Angriff genommen wurde.
Die Auffahrt nach Marsia ist 12,6 Kilometer lang und weist eine durchschnittliche Steigung von 5,4 % auf. Dabei führt die SS5 zunächst bei moderaten Steigungsprozenten nach Roccacerro, ehe die Fahrer 3,4 Kilometer vor dem Ziel links auf eine Nebenstraße abbogen. Hier liegt der Steigungsschnitt bei rund 7 %, wobei Rampen von bis zu 14 % absolviert werden müssen. Im Ziel wurde auf einer Höhe von 1425 Metern eine Bergwertung der 1. Kategorie abgenommen.
|                            | Ort                 | Kilometer | Länge (km) | Höhe (m) | Ø Steigung | max. Steigung |
| -------------------------- | ------------------- | --------- | ---------- | -------- | ---------- | ------------- |
| neutralisierter Start      | Castel di Sangro    | -2,4      |            |          |            |               |
| offizieller Start          | SP119               | 0         |            |          |            |               |
| Bergwertung (3. Kategorie) | Roccaraso           | 7,4       | 7,4        | 1238     | 5,8 %      | unbekannt     |
| Zwischensprint             | Sulmona             | 49,9      |            |          |            |               |
| Bergwertung (2. Kategorie) | Monte Urano         | 70        | 4,5        | 846      | 9,4 %      | 14 %          |
| Bergwertung (2. Kategorie) | Vado della Forcella | 104,9     | 21,6       | 1395     | 3,6 %      | 9 %           |
| Zwischensprint             | Ovindoli            | 115,5     |            |          |            |               |
| Red Bull-Kilometer         | Tagliacozzo         | 155,2     |            |          |            |               |
| Bergwertung (1. Kategorie) | Marsia              | 168       | 12,6       | 1425     | 5,4 %      | 14 %          |
| Ziel                       | Marsia              | 168       |            |          |            |               |

## Rennverlauf
Mit Jan Hirt (Israel-Premier Tech) und Michel Ries (Arkéa-B&B Hotels) gingen zwei Fahrer nicht an den Start der 7. Etappe. In der Auffahrt nach Roccaraso kam es zu mehreren Angriffen, wobei sich keine Gruppe entscheidend lösen konnte. Bei der Bergwertung setzte sich so Lorenzo Fortunato (XDS Astana) vor seinem Teamkollegen Diego Ulissi, sowie Sylvain Moniquet (Cofidis) und Filippo Zana (Jayco AlUla) durch. Auf dem anschließenden Plateau bildete sich nach rund zehn Kilometern eine sieben Fahrer umfassende Ausreißergruppe, in der, geordnet nach der Position in der Gesamtwertung, Paul Double (Jayco AlUla), Nicolas Prodhomme (Decathlon AG2R La Mondiale), Christian Scaroni (XDS Astana), Manuele Tarozzi (VF Group-Bardiani CSF-Faizanè), Gianmarco Garofoli (Soudal Quick-Step), Alessandro Tonelli (Polti VisitMalta) und Gijs Leemreize (Picnic PostNL) vertreten waren. Die Gruppe fuhr einen maximalen Vorsprung von rund vier Minuten heraus.
Beim ersten Zwischensprint in Sulmona setzte sich Alessandro Tonelli vor Manuele Tarozzi, Gianmarco Garofoli, Christian Scaroni und Gijs Leemreize durch. Bei der zweiten Bergwertung auf dem Monte Urano holte Paul Double vor Manuele Tarozzi, Christian Scaroni, Gijs Leemreize, Nicolas Prodhomme und Gianmarco Garofoli die meisten Punkte. In der zweiten Rennhälfte setzte sich Paul Double auch auf dem Vado della Forcella durch und rückte somit in der Bergwertung auf den zweiten Rang vor. Hinter dem Briten gingen die verbliebenen Punkte an Manuele Tarozzi, Gijs Leemreize, Christian Scaroni, Gianmarco Garofoli und Alessandro Tonelli. Letzterer gewann wenig später den Zwischensprint in Ovindoli, gefolgt von Gianmarco Garofoli, Gijs Leemreize, Nicolas Prodhomme und Manuele Tarozzi. Rund 40 Kilometer vor dem Ziel kam es im Hauptfeld zu einem Sturz in den auch die beiden Franzosen Romain Bardet (Picnic PostNL) und David Gaudu (Groupama-FDJ) involviert waren. Beide konnten jedoch wieder zum Peloton aufschließen. Am Fuße des Schlussanstiegs wurde in Tagliacozzo der Red Bull-Kilometer ausgefahren, bei dem sich Manuele Tarozzi vor Alessandro Tonelli und Gijs Leemreize die meisten Zeitbonifikationen sicherte. Kurz drauf zerfiel die Ausreißergruppe auf den ersten Steigungskilometern.
Im Schlussanstieg übernahmen rasch die Ineos Grenadiers die Führungsarbeit, wobei auch der gesamtführende Mads Pedersen (Lidl-Trek) nach getaner Arbeit zurückfiel. Nicolas Prodhomme, Manuele Tarozzi, Gianmarco Garofoli und Alessandro Tonelli verblieben am längsten an der Spitze des Rennens, ehe sie fünf Kilometer vor dem Ziel eingeholt wurden. Nachdem sich der Anstieg nach Marsia im unteren Teil als wenig selektiv erwiesen hatte, kam es auf den letzten beiden anspruchsvollen Kilometern zu den ersten Angriffen. Zunächst forcierte Giulio Ciccone (Lidl-Trek) das Tempo, ehe Egan Bernal (Ineos Grenadiers) 600 Meter vor dem Ziel antrat. Der Kolumbianer konnte sich jedoch nicht entscheidend absetzen und musste kurz darauf Juan Ayuso (UAE Team Emirates-XRG), der aus dem in die Länge gezogenen Feld von der vierten Position aus angriff, ziehen lassen. Der junge Spanier konnte rasch eine kleine Lücke herausfahren und gewann die Etappe mit einem Vorsprung von vier Sekunden. Dahinter folgten sein Teamkollege Isaac Del Toro (UAE Team Emirates-XRG), Egan Bernal, Primož Roglič (Red Bull-Bora-hansgrohe), Giulio Ciccone, Antonio Tiberi, Damiano Caruso (beide Bahrain Victorious) und Richard Carapaz (EF Education-EasyPost), die alle mit derselben Zeit gewertet wurden. Mit einem Rückstand von acht Sekunden erreichten Max Poole (Picnic PostNL), Michael Storer (Tudor) und Simon Yates (Visma-Lease a Bike) das Ziel, ehe Derek Gee (Israel-Premier Tech) und Einer Rubio (Movistar) mit einem Rückstand von elf Sekunden folgten. Adam Yates (UAE Team Emirates-XRG) führte eine weitere Gruppe mit einem Rückstand von 14 Sekunden über den Zielstrich. Als 20. büßte Thomas Pidcock (Q36.5) 34 Sekunden ein, während David Gaudu 51 Sekunden verlor. Der Verlierer des Tages war jedoch Romain Bardet der mehr als fünf Minuten einbüßte. Mads Pedersen erreichte das Ziel als 144. mit einem Rückstand von mehr als 15 Minuten und musste das Rosa Trikot abgeben.
Primož Roglič übernahm die Führung in der Gesamtwertung und lag nun vier Sekunden vor Juan Ayuso und neun Sekunden vor dessen Teamkollegen Isaac Del Toro. Dahinter folgten nun Antonio Tiberi, Max Poole und Michael Storer, während Brandon McNulty (UAE Team Emirates-XRG) und Mathias Vacek (Lidl-Trek) auf die Plätze sieben und acht abrutschten. Ebenfalls in den Top 10 befanden sich zu diesem Zeitpunkt Simon Yates und Richard Carapaz. Weiters befanden sich die ersten 15 Fahrer innerhalb von einer Minute. Mads Pedersen musste die Gesamtführung zwar abgeben, führte jedoch die Punktewertung weiterhin mit einem soliden Vorsprung an. Lorenzo Fortunato verblieb mit einem Vorsprung von acht Punkten an der Spitze der Bergwertung. In der Nachwuchswertung gab es mit dem Gesamtzweiten Juan Ayuso einen neuen Führenden. Weiters schob sich das UAE Team Emirates-XRG an die Spitze der Mannschaftswertung. Alessandro Tonelli wurde zum aktivsten Fahrer gewählt, wobei Bram Welten (Picnic PostNL) das Rennen neben den beiden nicht-Startern aufgab, und so noch 173 Fahrer im Rennen verblieben.

## Ergebnis
| \| Etappenergebnis \| Etappenergebnis \| Etappenergebnis \| Etappenergebnis \| Etappenergebnis \| \| Fahrer \| Fahrer \| Land \| Team \| Zeit \| \| --------------- \| --------------- \| ---------------------- \| ----------------------- \| --------------- \| \| 1. \| Juan Ayuso \| Spanien \| UAE Team Emirates XRG \| 4 h 20 min 25 s \| \| 2. \| Isaac Del Toro \| Mexiko \| UAE Team Emirates XRG \| + 4 s \| \| 3. \| Egan Bernal \| Kolumbien \| Ineos Grenadiers \| + 4 s \| \| 4. \| Primož Roglič \| Slowenien \| Red Bull-Bora-Hansgrohe \| + 4 s \| \| 5. \| Giulio Ciccone \| Italien \| Lidl-Trek \| + 4 s \| \| 6. \| Antonio Tiberi \| Italien \| Bahrain Victorious \| + 4 s \| \| 7. \| Damiano Caruso \| Italien \| Bahrain Victorious \| + 4 s \| \| 8. \| Richard Carapaz \| Ecuador \| EF Education-EasyPost \| + 4 s \| \| 9. \| Max Poole \| Vereinigtes Königreich \| Team Picnic-PostNL \| + 8 s \| \| 10. \| Michael Storer \| Australien \| Tudor Pro Cycling Team \| + 8 s \| |                 |                        |                         |                 |
| |                 |                        |                         |                 |
| Quelle: ProCyclingStats |                 |                        |                         |                 |
| Etappenergebnis |                 |                        |                         |                 |
| Fahrer | Fahrer          | Land                   | Team                    | Zeit            |
| 1. | Juan Ayuso      | Spanien                | UAE Team Emirates XRG   | 4 h 20 min 25 s |
| 2. | Isaac Del Toro  | Mexiko                 | UAE Team Emirates XRG   | + 4 s           |
| 3. | Egan Bernal     | Kolumbien              | Ineos Grenadiers        | + 4 s           |
| 4. | Primož Roglič   | Slowenien              | Red Bull-Bora-Hansgrohe | + 4 s           |
| 5. | Giulio Ciccone  | Italien                | Lidl-Trek               | + 4 s           |
| 6. | Antonio Tiberi  | Italien                | Bahrain Victorious      | + 4 s           |
| 7. | Damiano Caruso  | Italien                | Bahrain Victorious      | + 4 s           |
| 8. | Richard Carapaz | Ecuador                | EF Education-EasyPost   | + 4 s           |
| 9. | Max Poole       | Vereinigtes Königreich | Team Picnic-PostNL      | + 8 s           |
| 10. | Michael Storer  | Australien             | Tudor Pro Cycling Team  | + 8 s           |

## Gesamtstände
| \| Gesamtwertung \| Gesamtwertung \| Gesamtwertung \| Gesamtwertung \| Gesamtwertung \| \| Fahrer \| Fahrer \| Land \| Team \| Zeit \| \| ------------- \| --------------- \| ---------------------- \| -------------------------- \| ---------------- \| \| 1. \| Primož Roglič \| Slowenien \| Red Bull-Bora-Hansgrohe \| 24 h 32 min 30 s \| \| 2. \| Juan Ayuso \| Spanien \| UAE Team Emirates XRG \| + 4 s \| \| 3. \| Isaac Del Toro \| Mexiko \| UAE Team Emirates XRG \| + 9 s \| \| 4. \| Antonio Tiberi \| Italien \| Bahrain Victorious \| + 27 s \| \| 5. \| Max Poole \| Vereinigtes Königreich \| Team Picnic-PostNL \| + 30 s \| \| 6. \| Michael Storer \| Australien \| Tudor Pro Cycling Team \| + 33 s \| \| 7. \| Brandon McNulty \| Vereinigte Staaten \| UAE Team Emirates XRG \| + 34 s \| \| 8. \| Mathias Vacek \| Tschechien \| Lidl-Trek \| + 37 s \| \| 9. \| Simon Yates \| Vereinigtes Königreich \| Team Visma \\| Lease a Bike \| + 39 s \| \| 10. \| Richard Carapaz \| Ecuador \| EF Education-EasyPost \| + 39 s \| |                 |                        |                            |                  |
| |                 |                        |                            |                  |
| Quelle: ProCyclingStats |                 |                        |                            |                  |
| Gesamtwertung |                 |                        |                            |                  |
| Fahrer | Fahrer          | Land                   | Team                       | Zeit             |
| 1. | Primož Roglič   | Slowenien              | Red Bull-Bora-Hansgrohe    | 24 h 32 min 30 s |
| 2. | Juan Ayuso      | Spanien                | UAE Team Emirates XRG      | + 4 s            |
| 3. | Isaac Del Toro  | Mexiko                 | UAE Team Emirates XRG      | + 9 s            |
| 4. | Antonio Tiberi  | Italien                | Bahrain Victorious         | + 27 s           |
| 5. | Max Poole       | Vereinigtes Königreich | Team Picnic-PostNL         | + 30 s           |
| 6. | Michael Storer  | Australien             | Tudor Pro Cycling Team     | + 33 s           |
| 7. | Brandon McNulty | Vereinigte Staaten     | UAE Team Emirates XRG      | + 34 s           |
| 8. | Mathias Vacek   | Tschechien             | Lidl-Trek                  | + 37 s           |
| 9. | Simon Yates     | Vereinigtes Königreich | Team Visma \| Lease a Bike | + 39 s           |
| 10. | Richard Carapaz | Ecuador                | EF Education-EasyPost      | + 39 s           |

| Punktewertung | Punktewertung      | Punktewertung          | Punktewertung                 | Punktewertung |
| Fahrer        | Fahrer             | Land                   | Team                          | Punkte        |
| ------------- | ------------------ | ---------------------- | ----------------------------- | ------------- |
| 1.            | Mads Pedersen      | Dänemark               | Lidl-Trek                     | 141 P.        |
| 2.            | Alessandro Tonelli | Italien                | Team Polti VisitMalta         | 59 P.         |
| 3.            | Olav Kooij         | Niederlande            | Team Visma \| Lease a Bike    | 55 P.         |
| 4.            | Casper van Uden    | Niederlande            | Team Picnic-PostNL            | 50 P.         |
| 5.            | Orluis Aular       | Venezuela              | Movistar Team                 | 42 P.         |
| 6.            | Edoardo Zambanini  | Italien                | Bahrain Victorious            | 41 P.         |
| 7.            | Thomas Pidcock     | Vereinigtes Königreich | Q36.5 Pro Cycling Team        | 31 P.         |
| 8.            | Manuele Tarozzi    | Italien                | VF Group-Bardiani CSF-Faizanè | 26 P.         |
| 9.            | Taco van der Hoorn | Niederlande            | Intermarché-Wanty             | 25 P.         |
| 10.           | Maikel Zijlaard    | Niederlande            | Tudor Pro Cycling Team        | 25 P.         |

| Bergwertung | Bergwertung        | Bergwertung            | Bergwertung                   | Bergwertung |
| Fahrer      | Fahrer             | Land                   | Team                          | Punkte      |
| ----------- | ------------------ | ---------------------- | ----------------------------- | ----------- |
| 1.          | Lorenzo Fortunato  | Italien                | XDS Astana Team               | 58 P.       |
| 2.          | Juan Ayuso         | Spanien                | UAE Team Emirates XRG         | 50 P.       |
| 3.          | Paul Double        | Vereinigtes Königreich | Team Jayco AlUla              | 36 P.       |
| 4.          | Isaac Del Toro     | Mexiko                 | UAE Team Emirates XRG         | 24 P.       |
| 5.          | Sylvain Moniquet   | Belgien                | Cofidis                       | 22 P.       |
| 6.          | Manuele Tarozzi    | Italien                | VF Group-Bardiani CSF-Faizanè | 20 P.       |
| 7.          | Egan Bernal        | Kolumbien              | Ineos Grenadiers              | 16 P.       |
| 8.          | Giulio Ciccone     | Italien                | Lidl-Trek                     | 15 P.       |
| 9.          | Enzo Paleni        | Frankreich             | Groupama-FDJ                  | 15 P.       |
| 10.         | Taco van der Hoorn | Niederlande            | Intermarché-Wanty             | 14 P.       |

| Nachwuchswertung | Nachwuchswertung        | Nachwuchswertung       | Nachwuchswertung        | Nachwuchswertung |
| Fahrer           | Fahrer                  | Land                   | Team                    | Zeit             |
| ---------------- | ----------------------- | ---------------------- | ----------------------- | ---------------- |
| 1.               | Juan Ayuso              | Spanien                | UAE Team Emirates XRG   | 24 h 32 min 34 s |
| 2.               | Isaac Del Toro          | Mexiko                 | UAE Team Emirates XRG   | + 5 s            |
| 3.               | Antonio Tiberi          | Italien                | Bahrain Victorious      | + 23 s           |
| 4.               | Max Poole               | Vereinigtes Königreich | Team Picnic-PostNL      | + 26 s           |
| 5.               | Mathias Vacek           | Tschechien             | Lidl-Trek               | + 33 s           |
| 6.               | Giulio Pellizzari       | Italien                | Red Bull-Bora-Hansgrohe | + 39 s           |
| 7.               | Davide Piganzoli        | Italien                | Team Polti VisitMalta   | + 1 min 12 s     |
| 8.               | Martin Tjøtta           | Norwegen               | Arkéa-B&B Hotels        | + 4 min 03 s     |
| 9.               | Marco Frigo             | Italien                | Israel-Premier Tech     | + 5 min 36 s     |
| 10.              | Embret Svestad-Bårdseng | Norwegen               | Arkéa-B&B Hotels        | + 5 min 58 s     |

| Mannschaftswertung | Mannschaftswertung         | Mannschaftswertung           | Mannschaftswertung |
| Team               | Team                       | Land                         | Zeit               |
| ------------------ | -------------------------- | ---------------------------- | ------------------ |
| 1.                 | UAE Team Emirates XRG      | Vereinigte Arabische Emirate | 73 h 38 min 12 s   |
| 2.                 | Lidl-Trek                  | Vereinigte Staaten           | + 4 min 09 s       |
| 3.                 | Movistar Team              | Spanien                      | + 4 min 16 s       |
| 4.                 | Red Bull-BORA-hansgrohe    | Deutschland                  | + 4 min 44 s       |
| 5.                 | XDS Astana Team            | Kasachstan                   | + 6 min 41 s       |
| 6.                 | Bahrain-Victorious         | Bahrain                      | + 7 min 43 s       |
| 7.                 | Ineos Grenadiers           | Vereinigtes Königreich       | + 8 min 24 s       |
| 8.                 | Team Visma \| Lease a Bike | Niederlande                  | + 8 min 36 s       |
| 9.                 | Groupama-FDJ               | Frankreich                   | + 11 min 15 s      |
| 10.                | Team Jayco AlUla           | Australien                   | + 11 min 35 s      |

## Ausgeschiedene Fahrer
- Michel Ries (Arkéa-B&B Hotels): wegen Knieschmerzen, den er sich bei einem Sturz auf der 6. Etappe zuzog, nicht gestartet.[4][5]
- Jan Hirt (Israel-Premier Tech): wegen Oberschenkelbruch, den er sich bei einem Sturz auf der 6. Etappe zuzog, nicht gestartet.[4]
- Bram Welten (Team Picnic PostNL): während der Etappe aufgegeben.[4]